# Макухина, Наталья Егоровна
Наталья Егоровна Макухина, урождённая Калантаева (Колонтаева)  (1823? — 1900) — художница, академик портретной живописи.

## Биография
Происходила из дворян Херсонского уезда Херсонской губернии.
Вышла замуж за участника обороны Севастополя капитан-лейтенанта Николая Павловича Макухина (1822—1893), бывшего в 1877—1885 годах помощником начальника севастопольского порта.
В 1857 году за написанный с натуры портрет князя Г. П. Волконского и работы, выполненные для императорской семьи, было определено: «за искусство и познания в живописи портретной, удостоить Макухину звания академика».
Работала в технике пастели. Известны её портреты архитектора А. А. Авдеева и художника Е. И. Ковригина (ГРМ). Ей, предположительно принадлежит авторство портрета «Итальянки».
Умерла в 1900 году. Есть сведения, что она похоронена в Севастополе на Новом военном кладбище северной стороны.
Её сестра, Ольга Егоровна графиня де Бальмен (1828—1904), была женой Александра Петровича де Бальмена (1819—1879). В Линовицах, родовой усадьбе де Бальменов хранились три портрета работы Н. Е.  Макухиной.